# Place Jean-Vilar
La place Jean-Vilar est une voie située dans le quartier de la Gare du 13e arrondissement de Paris, en France.

## Origine du nom
Elle porte le nom du comédien de théâtre et de cinéma, metteur en scène et directeur de théâtre français, Jean Vilar (1912-1971), en raison de la proximité de la bibliothèque François-Mitterrand.

## Historique
L'espace situé sur la rue Fernand-Braudel, entre la rue Abel-Gance et la rue George-Balanchine, créées lors du réaménagement de la ZAC Paris Rive Gauche, prend en 1993 le nom de « place Jean-Vilar ».

## Bâtiments remarquables et lieux de mémoire
- La place constitue le parvis de la chapelle Notre-Dame-de-la-Sagesse.
- C'est aussi un accès au jardin James-Joyce.

La chapelle Notre-Dame-de-la-Sagesse.